# Busecker Tal
Das Busecker Tal ist ein ehemaliges Territorium in Mittelhessen, im Kreis Gießen.

## Umfang
Es umfasste das Gebiet der Gemeinden Albach, Alten-Buseck, Bersrod, Beuern, Burkhardsfelden, Großen-Buseck, Oppenrod, Reiskirchen und Rödgen. In diesem Gebiet lagen auch die heute wüsten Ortschaften Wilshausen, Romsdorf, Eckhardshausen, Foxrod, Dörfeln, Beltershausen, Amelungshausen und Giebenhausen. Zumindest Wilshausen wurde in älteren Verzeichnissen noch unter den Ortschaften des Busecker Tales aufgeführt.
Die innerhalb des Gebietes liegende Ortschaft Trohe gehörte nicht zum Busecker Tal. Sie war eine Enklave und gehörte zum Herrschaftsgebiet des hessischen Landgrafen. Kirchlich wurde die Ortschaft von alters her von Alten-Buseck bzw. Großen-Buseck aus mitbetreut, so dass eine enge Bindung der Bevölkerung an das Busecker Tal gegeben war.

## Geschichte

### Mittelalter
Die älteste erhaltene Erwähnung des Busecker Tals stammt von 1340. Bereits 1245 wird ein „Gericht zu Buseck“, „iudicium de Buchesekke“ genannt. Dieses wurde 1337 von Kaiser Ludwig IV. an Gottfried und Hermann von Trohe mit allen Rechten verliehen, die ihre Vorfahren schon hatten. Seit dem 13. Jahrhundert bestand hier eine Ganerbschaft der Familien von Buseck und von Trohe.
Schon früh wurde das Busecker Tal Zankapfel zwischen dem Landgrafen und den Ganerben. Landgraf Herman II. von Hessen ließ sich am 6. Januar 1398 von König Wenzel mit dem „Gericht zu Buseck und zu Trohe, das man Busecker Tal nennt mit allen Zugehörungen, nichts ausgenommen, mitsamt den Lehen die die von Buseck und die von Trohe und die von Schwalbach mit andern ihren Ganerben von […] dem Reich zu Lehen haben“ belehnen. Dagegen erhoben die Ganerben Einspruch und bekamen am 6. November 1398 einen Lehnsbrief von König Wenzel ausgestellt, der die Belehnung des Landgrafen als erschlichen widerrief und ihnen das Lehen zusprach. Hieraus ergab sich ein Jahrhunderte dauernder Streit um das Busecker Tal. Die Ganerben waren dabei den Landgrafen politisch und wirtschaftlich unterlegen, teilweise in deren Diensten oder deren Lehensnehmer.

### 1480 bis 1806
Diese Abhängigkeit führte dazu, dass die Ganerben die hessischen Landeshoheit anerkannten: Erstmals 1480 Die Landgrafschaft Hessen verwaltete das Busecker Tal durch das Amt Gießen. Die Ganerben aber blieben Inhaber des Patrimonialgerichts. Ende der 1530er Jahre wurde die Reformation eingeführt. In der Folgezeit wurde immer wieder zwischen Ganerbschaft und Hessen gestritten, was die Landgrafschaft fordern durfte und was nicht. Ein Streitpunkt war 1530 / 1532 die Türkensteuer. Die Ganerben traten der Reichsritterschaft bei und waren an der Burggrafschaft Friedberg beteiligt, um sich besser gegen die Ansprüche der hessischen Landgrafen abzusichern. Die Gefangennahme Landgraf Philipps I. durch Kaiser Karl V. verschaffte ihnen neuen Auftrieb und gipfelte in einem kaiserlichen Schutzbrief, der die Reichsunmittelbarkeit des Busecker Tals betonte. Das alles hatte aber nach dem Passauer Vertrag von 1552 keinen Bestand, als die Landgrafschaft, politisch erstarkt, auch wieder auf das Busecker Tal durchgriff. Die Ganerben aber beriefen sich auf den Schutzbrief Kaiser Karl V. Der Landgraf versuchte, seine Ansprüche mit Gewalt durchzusetzen. Dagegen klagten die Ganerben beim Reichskammergericht.

Nach dem Tod Landgraf Philipp I. wurde die Landgrafschaft geteilt. Das Busecker Tal erhielt dabei Landgraf Ludwig IV. von Hessen-Marburg. Unter seiner Regierung kam es 1576 zu einem Vergleich mit den Ganerben, die dem zustimmten, weil absehbar war, dass das Reichskammergericht gegen sie entscheiden werde. Die Ganerben erkannten die hessische Landeshoheit erneut an, waren in der Folge allerdings weiterhin bemüht, so selbständig wie möglich zu erscheinen. Als Ludwig IV. 1604 ohne männliche Nachkommen starb, fielen die hessischen Rechte am Busecker Tal letztendlich, nach jahrzehntelangen Erbstreitigkeiten zwischen den beiden verbliebenen hessischen Linien – Hessen-Darmstadt und Hessen-Kassel –, an Hessen-Darmstadt. 
Die Ganerben stritten weiter für ihre Rechte und klagten hin und wieder gegen die Landgrafschaft, wenn sie meinten, dass Hessen gegen die Abmachung von 1576 verstoße. Auch die Untertanen nutzten die Situation und strengten 1705 einen Prozess beim Reichshofrat an, in dem sie behaupteten, wegen der Reichsfreiheit des Busecker Tals gegenüber Hessen nicht steuerpflichtig zu sein. Das führte dazu, dass der Reichshofrat Ende 1706 den Vertrag von 1576 für nichtig erklärte, da der Kaiser hätte zustimmen müssen, als die reichsfreien Ganerben eine hessische Landeshoheit anerkannten. Die Landgrafschaft intervenierte gegen die Untertanen im Busecker Tal daraufhin militärisch und eröffnete einen Rekurs gegen das Urteil des Reichshofrates vor dem Reichstag. Parallel liefen Verfahren im Reichshofrat und vor dem Reichskammergericht in der Sache. Das Reichskammergericht fällte 1724 ein Urteil zugunsten der Landgrafschaft. 1725 fand der Kaiser den Kompromiss, dass zwar der Vertrag von 1576 aufgehoben bleibe, er aber künftig das Busecker Tal als Lehen an Hessen ausgebe und die Ganerben damit mediatisiert sind. Das geschah erstmals zum 14. März 1726. Dadurch sah sich nun die Mittelrheinische Ritterschaft in ihren Rechten verletzt und beschwerte sich beim Kaiser. Das führte dazu, dass bei folgenden Belehnungen des Kaisers an Hessen die Passage zum Busecker Tal nicht aufgenommen wurde. 1797 allerdings belehnte der Landgraf die Ganerben mit dem Busecker Tal. Damit war der Stand von 1725 wieder erreicht.
Sicher hätten die Beteiligten den Streit weiter fortsetzen können. Aber wenige Jahre später löste sich das Alte Reich auf und die Rechts- und Machtverhältnisse strukturierten sich neu. Aus der Landgrafschaft Hessen-Darmstadt wurde dabei 1806 das Großherzogtum Hessen. Die Gemeinden des Busecker Tals waren weiter dem Amt Gießen zugeordnet, das seit 1803 dem neu gegründeten Fürstentum Oberhessen (ab 1816: „Provinz Oberhessen“) unterstand. In der Frühen Neuzeit waren Ämter eine Ebene zwischen den Gemeinden und der Landesherrschaft.

### 1806 bis 1823
Das Busecker Tal blieb als Patrimonialgericht auch durch die Umbrüche der napoleonischen Zeit erhalten, obwohl die althergebrachten Rechte der Ganerben dem staatlichen Souveränitätsanspruch des Großherzogtums entgegenstanden.
In einer Verwaltungsreform von 1820 bis 1823 löste der Staat alle Ämter auf und trennte auch auf unterer Ebene Rechtsprechung und Verwaltung, was im Busecker Tal ja sogar schon vollzogen war: Die Verwaltung lag in den Händen des Landes, die Rechtsprechung in denen der Ganerbschaft. Das „Busecker Thal“ wurde im Zuge der Reform hinsichtlich der Verwaltung 1821 dem neu gebildeten Landratsbezirk Gießen zugewiesen. Allerdings lagen im Bereich der öffentlichen Sicherheit und Ordnung weiter auch Aufgaben bei der Patrimonialherrschaft.
Das Patrimonialgericht wurde bei der Reform 1821 nicht angetastet, allerdings wurde es in seiner Bezeichnung 1823 an die neue Bezeichnung der staatlichen Gerichte erster Instanz, „Landgericht“, angepasst: Es hieß nun: „Großherzoglich Hessisches Landgericht der Freyherrn von Buseck“. Es dauerte noch einige Jahre, bis es dem Staat gelang, mit der Familie von Buseck ein Übereinkommen zu treffen, mit dem auch die Rechtsprechung und die meisten Aufgaben im Bereich der Verwaltung auf den Staat übergingen. Das geschah mit einem Vertrag vom Dezember 1826: Der Staat übernahm das Personal des Patrimonialgerichts, die Einkünfte, die mit der Stellung als Patrimonialgerichtsherren verbunden waren, blieben bei der Familie von Buseck, ebenso die Zivil-, Polizei- und Forststrafen. Umgesetzt wurde das zum 1. April 1827: Das „Großherzoglich Hessisches Landgericht der Freyherrn von Buseck“ wurde aufgelöst, seine Zuständigkeit auf das Landgericht Gießen übertragen. Die letzten Reste patrimonialgerichtlicher Zuständigkeit, die Zivil-, Polizei- und Forststrafen wurden mit einem Vertrag vom 26. August 1839 gegen eine jährliche Zahlung des Staates an die Freiherren von Buseck in Höhe von 180 fl abgelöst, diese wiederum durch eine einmalige Zahlung 1902 in Höhe von knapp 75.000 Mark.
Die Statistisch-topographisch-historische Beschreibung des Großherzogthums Hessen berichtet 1830 über das Busecker Tal:

„Busecker Thal (L. Bez. Giessen) Landstrich. Das Busecker Thal besteht aus 9 Orten: Altenbuseck, Großenbuseck, Albach, Beuern, Bersrod, Burkhardsfelden, Oppenrod, Reißkirchen und Rödchen, die zusammen 5675 Einwohner haben. – Die Vierer und Ganerben von Buseck kamen 1332 unter landgräfliche Gerichtsbarkeit. Sie haben aber niemals als Landsassen, sondern als unmittelbare Reichssassen angesehen seyn wollen. Im Jahr 1547 entstanden darüber große Streitigkeiten, und in dem 1576 erfolgten Vergleich erkannten zwar die Einwohner die landesfürstliche Hoheit des Landgrafen an, aber von dem Landgrafen wurde die Gerichtsbarkeit der von Buseck als ein unbestrittenes kaiserliches Lehen anerkannt. Neue Steitigkeiten veranlaßten 1706 den kaiserlichen Reichshofrath, den Vergleich aufzuheben, und das Busecker Thal für ein unmittelbares kaiserliches Lehen zu erklären, die Andersgesinnten mit 50 Mark löthigen Geldes als Strafe zu belegen, und die Aufrechthaltung dieses Beschlusses mehreren benachbarten Reichsständen zu übertragen. Hierauf wandte sich der Landgraf an die Reichsversammlung zu Regensburg, worauf 1725 dem Hause Hessen-Darmstadt die Geichtsbarkeit, nebst der Lehensherrlichkeit, als eine beständige kaiserliche Commission aufgetragen, und der Vergleich von 1576 bestätigt wurde. Im Jahr 1827 hat die Freiherrliche Familie von Buseck die ihr zustehende Patrimonialgerichtsbarkeit im Busecker Thal an den Staat abgetreten.“

## Materielles Recht
Das Busecker Tal gehörte zum Gebiet des Gemeinen Rechts, das hier ohne die Überlagerung von Partikularrecht galt. Dieses behielt hier seine Geltung auch während der Zugehörigkeit des Busecker Tals zum Großherzogtum Hessen im 19. Jahrhundert, bis es zum 1. Januar 1900 von dem einheitlich im ganzen Deutschen Reich geltenden Bürgerlichen Gesetzbuch abgelöst wurde.